# Euploea martinus
Euploea martinus är en fjärilsart som beskrevs av Hans Fruhstorfer 1910. Euploea martinus ingår i släktet Euploea och familjen praktfjärilar. Inga underarter finns listade i Catalogue of Life.